# Rehlingen-Siersburg
Rehlingen-Siersburg település Németországban, azon belül Saar-vidék tartományban. Lakosainak száma 14 305 fő (2023. december 31.).

## Népesség
A település népességének változása:
| Lakosok száma | 13 956 | 14 422 | 14 469 | 14 343 | 14 349 | 14 305 |
|               | 1975   | 2017   | 2019   | 2021   | 2022   | 2023   |